# Blonde de Caen

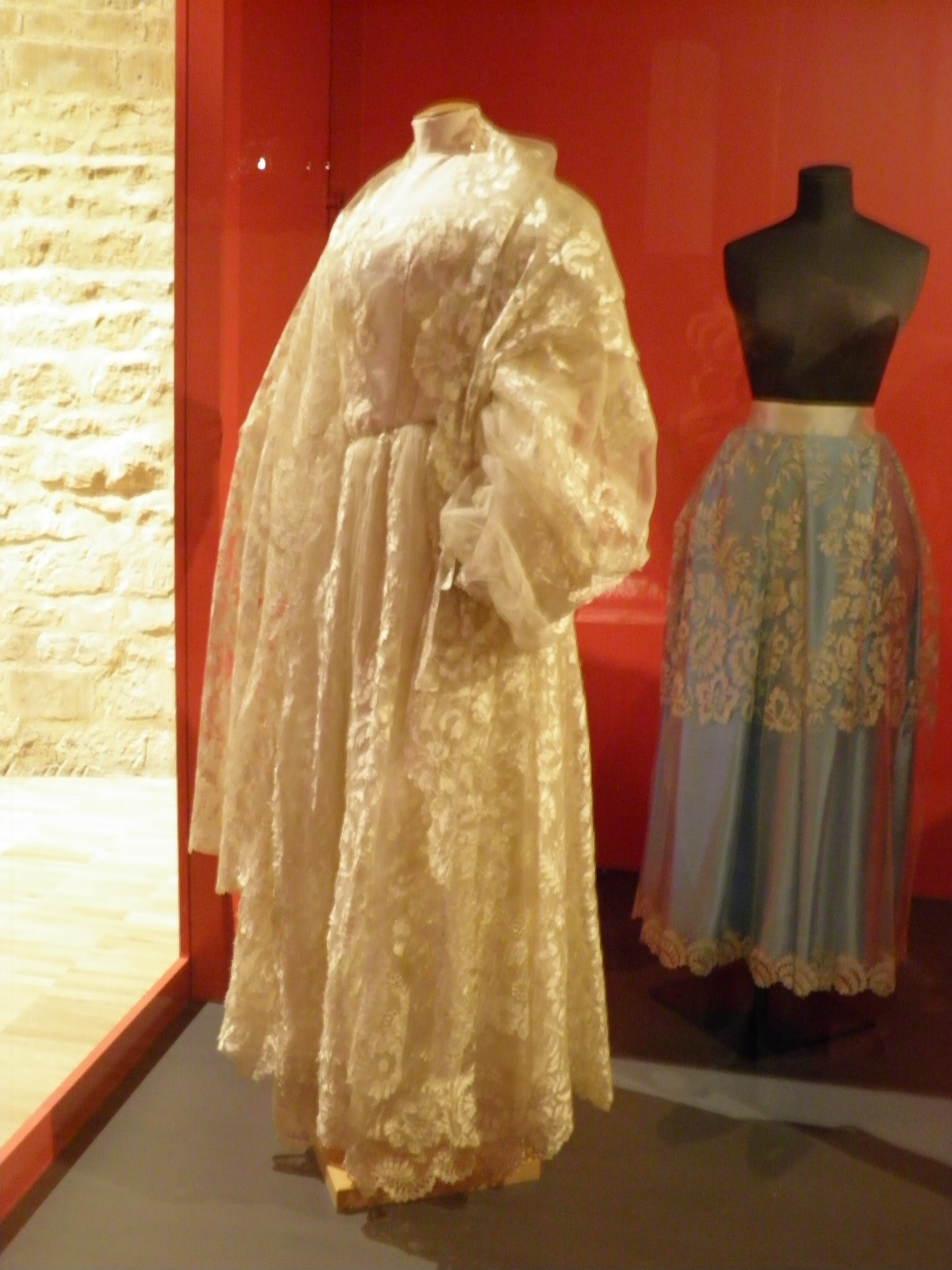
La robe de mariée en blonde de Caen de 1830 présentée exceptionnellement lors de l'exposition « Dentelles, quand la mode ne tient qu'à un fil » au Musée de Normandie.

La blonde de Caen est un type de dentelle fabriquée en Normandie à partir du XVIIIe siècle et dont l'apogée de la fabrication se situe entre 1820 et 1840. À cette période 10 % de la population du département du Calvados vit de cette production. Concurrencée par la production industrielle, la production cesse en 1867.